# Municipios metropolitanos del condado de Londres
El término municipio metropolitano (del inglés metropolitan borough) fue usado entre 1900 y 1965 para designar a las subdivisiones del condado de Londres creadas bajo la Ley del Gobierno de Londres de 1899. El condado fue dividido en veintiocho municipios que reemplazaron a las sacristías como organismos de gobierno local de segundo nivel.
Estos municipios metropolitanos fueron abolidos junto con el condado por la Ley del Gobierno de Londres de 1963, que entró en vigor el 1 de abril de 1965, y fueron fusionados para dar lugar a doce de los treinta y dos municipios del Gran Londres.

## Mapa
1. Ciudad de Londres
(no era un municipio metropolitano)
2. Westminster
3. Holborn
4. Finsbury
5. Shoreditch
6. Bethnal Green
7. Stepney
8. Bermondsey
9. Southwark
10. Camberwell
11. Deptford
12. Lewisham
13. Woolwich
14. Greenwich
15. Poplar
16. Hackney
17. Stoke Newington
18. Islington
19. St. Pancras
20. Hampstead
21. St. Marylebone
22. Paddington
23. Kensington
24. Hammersmith
25. Fulham
26. Wandsworth
27. Lambeth
28. Battersea
29. Chelsea